# American Chemical Society
Pour les articles homonymes, voir ACS.
L'American Chemical Society (ACS) (« Société américaine de chimie ») est une société savante basée aux États-Unis active dans le domaine de la recherche scientifique en chimie.

## Historique
Fondée en 1876, l'American Chemical Society compte actuellement plus de 158 000 membres dans tous les domaines de la chimie et du génie chimique. Elle organise deux congrès par an aux États-Unis couvrant toute la chimie, ainsi qu'un grand nombre de congrès moins importants sur des sujets plus spécifiques.
L'American Chemical Society comporte également un département éducation qui produit des tests de niveau standards dans de nombreux domaines de la chimie. Elle commandite également les Olympiades nationales de chimie des États-Unis, qui sélectionnent l'équipe de quatre étudiants représentant les États-Unis aux Olympiades internationales de chimie.
Il s'agit actuellement de la plus riche société savante au monde, avec un chiffre d'affaires de 367 millions d'euros réalisés en 2011. Elle possède une cagnotte de 662 millions d'euros « placée pour 40 % en fonds obligataires et pour 60 % en actions et fonds communs de placement », ainsi que plus de 68,5 millions d'euros dans des « hedge funds » ou « fonds d'investissement à risque »,.

## Prix remis par l'ACS
- Prix Procter & Gamble (ex prix Kendall Company).
- Prix Anselme-Payen
- Médaille Garvan-Olin
- Prix Ernest-Guenther
- ACS Award in Pure Chemistry
- Prix Arthur C. Cope
- Prix Irving-Langmuir
- Médaille Priestley
- Prix Arthur F. Findeis
- Prix Charles Lathrop Parsons

## Édition
L'American Chemical Society publie certaines des plus importantes revues scientifiques internationales sur le sujet. Son département des publications édite plus de vingt revues scientifiques de premier plan (la plus ancienne d'entre elles, le Journal of the American Chemical Society, ayant été créée en 1879) et plusieurs collections de livres. La première source de revenus de l'ACS provient des chemical abstracts.
En novembre 2012, le Consortium universitaire de publications numériques (Couperin) qui négocie les abonnements pour l'ensemble des universités françaises, rompt les négociations avec la Société et dénonce une « politique tarifaire scandaleuse », avec des prix en augmentation de plus de 30 % entre 2008 et 2012.